# Thiện

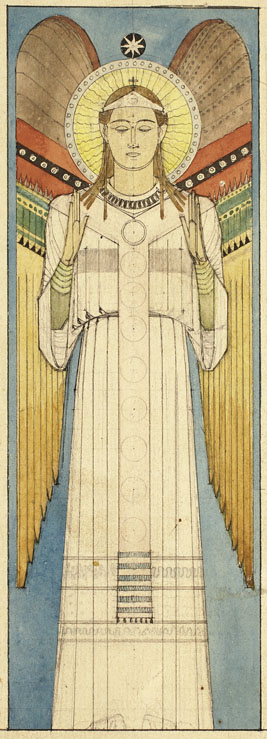
Trong nhiều tôn giáo, thiên thần được coi là những sinh mệnh đại diện cho cái Thiện. Theo truyền thống Judeo-Christian, Thiên Chúa Người sáng tạo ra tất cả cuộc sống Sê-ri xem như là nhân cách hóa của cái Thiện.

Trong hầu hết các bối cảnh, khái niệm Thiện biểu thị hành vi nên được ưu tiên khi đặt ra với sự lựa chọn giữa các hành động có thể. Cái thiện thường được coi là đối nghịch với cái ác. Khái niệm này được quan tâm trong nghiên cứu về đạo đức, tôn giáo và triết học, và ý nghĩa và nguyên nhân cụ thể của thuật ngữ này và các bản dịch liên quan giữa các ngôn ngữ cổ đại và đương đại đã thay đổi đáng kể về ý nghĩa của nó tùy thuộc vào hoàn cảnh, lịch sử bối cảnh tôn giáo, hoặc bối cảnh triết học.

## Lịch sử các ý tưởng về Thiện
Mỗi ngôn ngữ có một từ thể hiện thiện trong cảm giác "có đúng hay chất lượng mong muốn" (ἀρετή) và ác theo nghĩa "không mong muốn". Ý thức đánh giá đạo đức và phân biệt "đúng và sai, thiện và ác" là một khái niệm phổ quát văn hóa.

### Plato và Aristotle

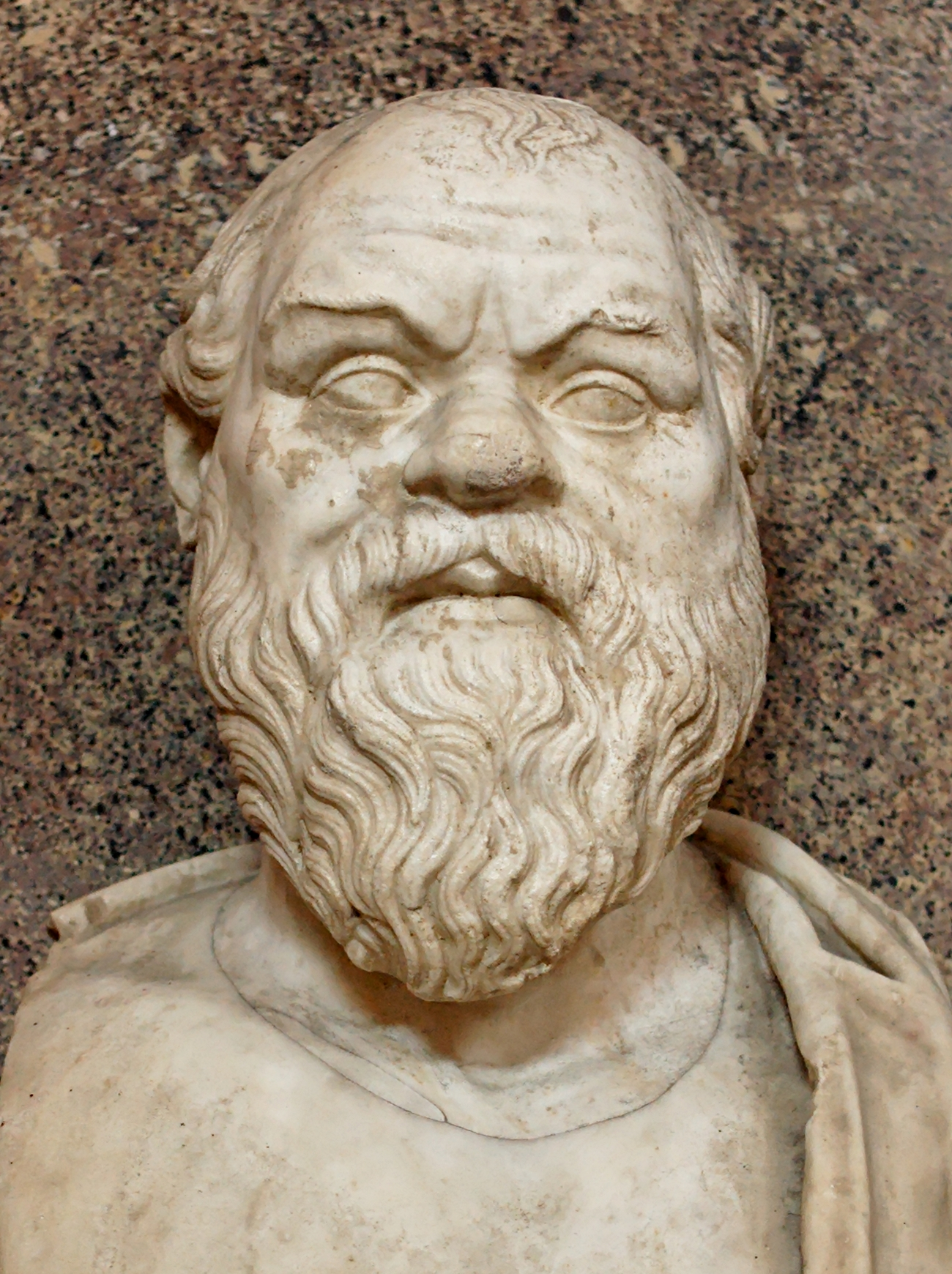
Bức tượng bán thân của Socrates trong Bảo tàng Vatican

Mặc dù lịch sử về nguồn gốc của việc sử dụng khái niệm và ý nghĩa của 'thiện' rất đa dạng, các cuộc thảo luận đáng chú ý của Plato và Aristotle về chủ đề này đã có tác dụng lịch sử quan trọng. Các tài liệu tham khảo đầu tiên có mặt trong The Republic to the Form of the Good của Plato nằm trong cuộc trò chuyện giữa Glaucon và Socrates (454c-d). Khi cố gắng trả lời những câu hỏi khó như vậy liên quan đến định nghĩa của công lý, Plato xác định rằng chúng ta không nên giới thiệu mọi hình thức khác biệt và giống nhau trong tự nhiên, thay vào đó chúng ta phải tập trung vào "một hình thức giống nhau và khác biệt có liên quan đến cụ thể cách sống của chính mình, đó là hình thức của Thiện. Hình thức này là cơ sở để hiểu tất cả các hình thức khác, nó là những gì cho phép chúng ta hiểu mọi thứ khác.  Thông qua cuộc trò chuyện giữa Socrates và Glaucon (508a-c) Plato đồng nghĩa hình thức của Thiện với Mặt Trời vì đó là thứ cho phép chúng ta nhìn thấy mọi thứ.  Ở đây, Plato mô tả cách Mặt Trời cho phép chúng ta nhìn.  Nhưng ông tạo ra một sự khác biệt rất quan trọng, Mặt trời không phải là cảnh tượng mà là chính nguyên nhân của cảnh tượng đó.  Vì Mặt trời ở cõi hữu hình, hình thức của Thiện nằm trong cõi thông minh.  Đó là những gì mang lại sự thật cho những điều đã biết và sức mạnh để biết với người biết.  Nó không chỉ là nguyên nhân của kiến thức và sự thật, nó còn là một đối tượng của kiến thức.
Plato xác định cách thức để hình thức của Thiện cho phép nhận thức hiểu được các khái niệm khó khăn như công lý.  Ông xác định kiến thức và sự thật là quan trọng, nhưng thông qua Socrates (508d, e) nói, thì Thiện vẫn được đánh giá cao hơn.  Sau đó, ông tiếp tục giải thích về vấn đề "mặc dù Thiện không phải là sự tồn tại, đó là sự vượt trội so với cấp bậc và sức mạnh, đó là những gì cung cấp cho ta kiến thức và sự thật".
Trái ngược với Plato, Aristotle thảo luận về các hình thức của Thiện về mặt quan trọng nhiều lần trong cả hai tác phẩm đạo đức quan trọng còn sót lại của ông, Đạo đức Eudppy và Nic gastean. Aristotle lập luận rằng Hình thức cái Thiện của Plato không áp dụng cho thế giới vật chất, vì Plato không gán cái thiện cho bất cứ điều gì trong thế giới hiện có. Bởi vì Hình thức cái Thiện của Plato không giải thích các sự kiện trong thế giới vật chất, con người không có lý do gì để tin rằng Hình thức cái Thiện tồn tại và Hình thức cái Thiện là không liên quan đến đạo đức của con người.
Plato và Aristotle không phải là những người đóng góp đầu tiên ở Hy Lạp cổ đại để nghiên cứu về 'cái Thiện' và thảo luận trước đó có thể được tìm thấy giữa các nhà triết học tiền Socrates. Trong nền văn minh phương Tây, các ý nghĩa cơ bản của κακός và αθός là "xấu, hèn nhát" và "tốt, dũng cảm, có khả năng", và ý nghĩa tuyệt đối của chúng chỉ xuất hiện vào khoảng năm 400 TCN, với triết lý tiền Socrates, đặc biệt là Democritos. Đạo đức theo nghĩa tuyệt đối này củng cố vững chắc trong các cuộc đối thoại của Plato, cùng với sự xuất hiện của tư tưởng độc thần (đáng chú ý là ở Euthyphro, trong đó suy ngẫm về khái niệm đạo đức (Ý tưởng này được tiếp tục phát triển trong Hậu kỳ cổ đại bởi những người theo thuyết Neoplaton, Gnostics và Giáo Phụ.

### Tôn giáo cổ đại

Faravahar (hoặc Ferohar), một trong những biểu tượng chính của Zoroastrianism, được cho là miêu tả của một (tinh thần người giám hộ) Fravashi

Bên cạnh nghiên cứu Hy Lạp cổ đại của 'tốt', phần phía Đông của cổ Persia gần năm ngàn năm trước, một nhà triết học tôn giáo gọi là Zoroaster đơn giản hóa các đền thờ các vị thần Iran đầu tiên  thành hai lực lượng đối lập: Ahura Mazda (đại diện cho minh triết) và Angra Mainyu (Thần hủy diệt) xung đột với nhau.
Đối với thế giới phương tây, ý tưởng này đã phát triển thành một tôn giáo sinh ra nhiều giáo phái, một số trong đó mang một niềm tin nhị nguyên cực đoan rằng thế giới vật chất nên bị xa lánh và thế giới tâm linh nên được chấp nhận. Ý tưởng ngộ đạo ảnh hưởng đến nhiều tôn giáo cổ xưa  dạy rằng gnosis (được giải thích theo cách khác nhau là giác ngộ, cứu rỗi, giải phóng hoặc 'hiệp nhất với Chúa') có thể đạt được bằng cách thực hành từ thiện đến mức nghèo khổ, tiết chế tình dục và siêng năng tìm kiếm sự khôn ngoan bằng cách giúp đỡ người khác.
Sự phát triển này áp dụng từ đề nghị cho tới cấm tuyệt đối cũng thể hiện rõ trong các thuật ngữ đạo đức học và đạo đức.

### Thời trung cổ

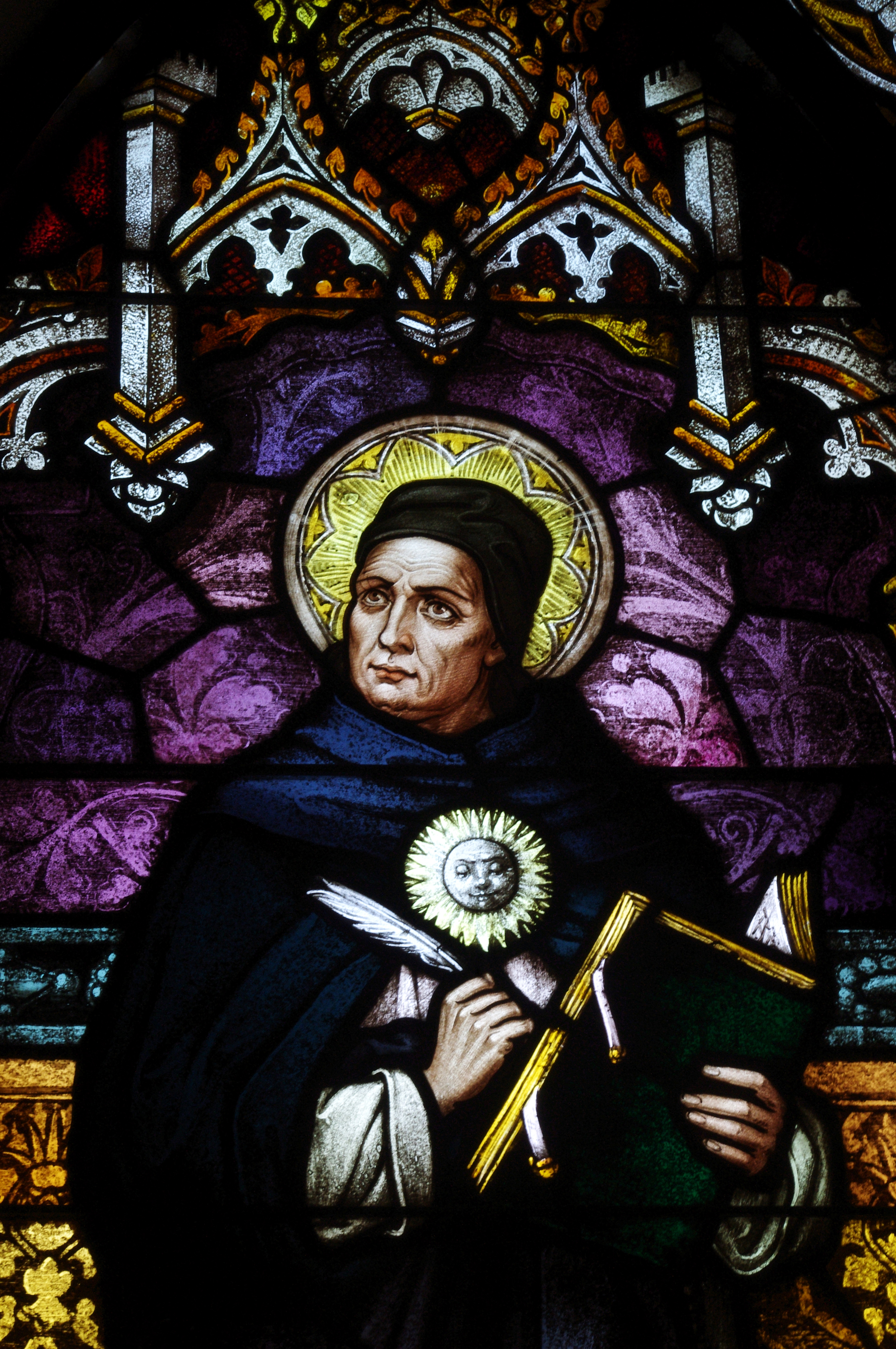
Một cửa sổ kính màu vẽ Thomas Aquinas trong Nhà thờ Công giáo St. Joseph (Thành phố Trung tâm, Kentucky)

Triết học Kitô giáo thời trung cổ được thành lập dựa trên công trình của Linh mục Augustinô thành Hippo và nhà thần học Thomas Aquinas, người hiểu điều ác với quan điểm Kinh Thánh là không sai lầm và sự khởi đầu Kinh thánh, cũng như ảnh hưởng của Plato và Aristotle trong sự đánh giá cao của họ về khái niệm Summum bonum. Suy ngẫm trong im lặng là con đường để đánh giá cao Ý tưởng về điều Thiện.
Nhiều nhà thần học Kitô giáo thời trung cổ vừa mở rộng và thu hẹp khái niệm cơ bản về Thiện và ác cho đến khi có một số định nghĩa đôi khi phức tạp  như:
- một sở thích cá nhân hoặc đánh giá chủ quan về bất kỳ vấn đề nào có thể được khen ngợi hoặc trừng phạt từ các tổ chức tôn giáo
- nghĩa vụ tôn giáo phát sinh từ luật thiêng liêng dẫn đến sự thánh thiện hoặc đày đọa.
- một tiêu chuẩn văn hóa được chấp nhận chung về hành vi có thể nâng cao sự sống còn hoặc sự giàu có của nhóm
- luật tự nhiên hoặc hành vi gây ra phản ứng cảm xúc mạnh mẽ
- thời hiệu pháp luật áp đặt một nghĩa vụ pháp lý

### Ý tưởng hiện đại

#### Kant
Một bối cảnh giác ngộ quan trọng để nghiên cứu 'điều thiện' là tầm quan trọng của nó trong nghiên cứu về " điều thiện, điều đúng và đẹp " như được Immanuel Kant và các nhà triết học và nhà tư tưởng tôn giáo khác đề cập. Những cuộc thảo luận này đã được Kant thực hiện đặc biệt trong bối cảnh tác phẩm Phê phán Lý do thực tiễn của ông.

#### Rawls
Cuốn sách Aory of Justice của John Rawls ưu tiên sắp xếp xã hội và hàng hóa dựa trên đóng góp của họ cho công lý. Rawls định nghĩa công lý là sự công bằng, đặc biệt là trong việc phân phối hàng hóa xã hội, xác định sự công bằng về mặt thủ tục và cố gắng chứng minh rằng chỉ có thể chế và cuộc sống là tốt, nếu hàng hóa của cá nhân hợp lý được coi là công bằng. Phát minh quan trọng của Rawls là vị trí ban đầu, một thủ tục trong đó người ta cố gắng đưa ra quyết định đạo đức khách quan bằng cách từ chối để cho những sự thật cá nhân về bản thân bước vào những tính toán đạo đức của một người.

## Thiện và ác

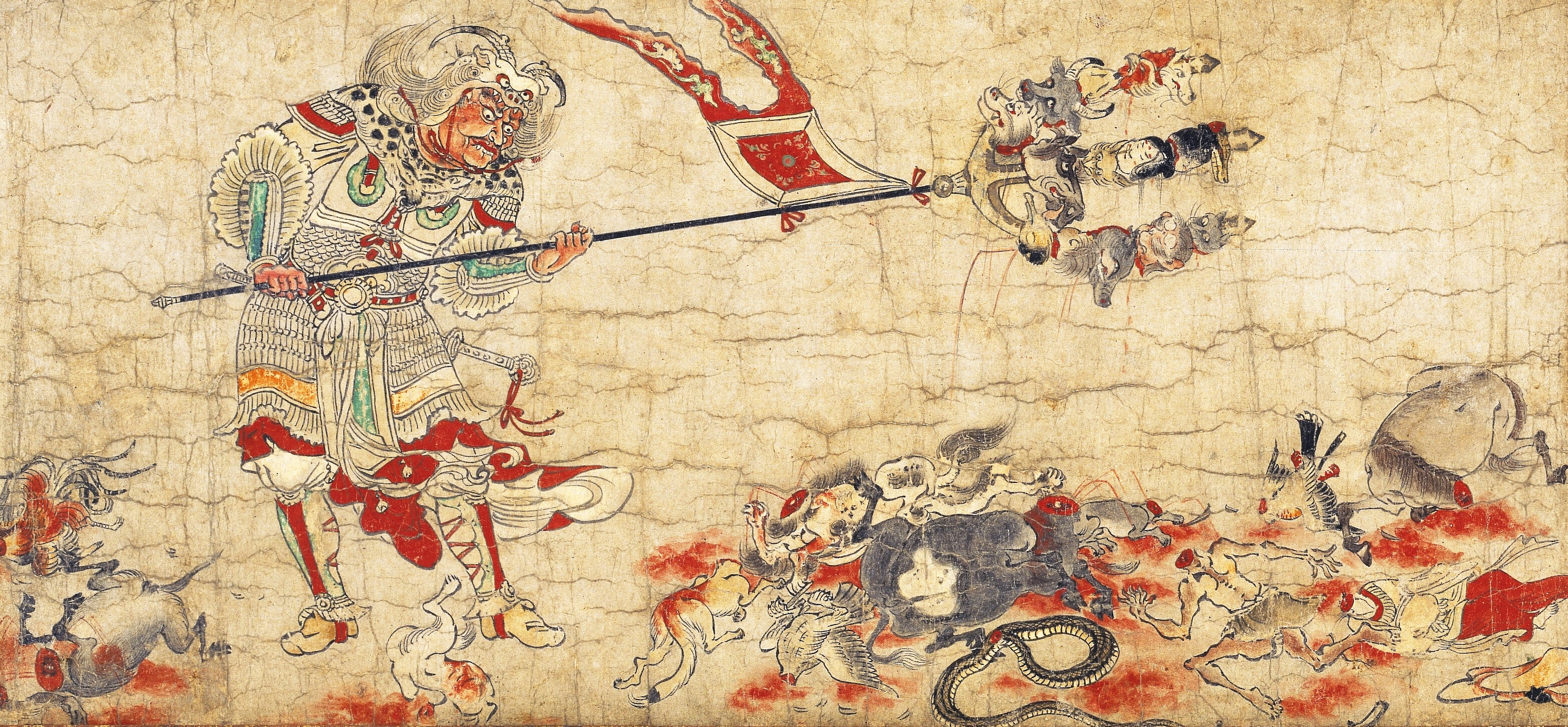
Một trong năm bức tranh về Hủy diệt Ác ma miêu tả Sendan Kendatsuba, một trong tám người bảo vệ luật Phật giáo, xua đuổi cái ác.

Trong tôn giáo, đạo đức và triết học, "thiện và ác" là một nhị nguyên rất phổ biến. Trong các nền văn hóa có ảnh hưởng tôn giáo của Manichaean và Abraham, cái ác thường được coi là sự đối nghịch của cái thiện. Cái thiện là cái nên chiến thắng và cái ác nên bị đánh bại. Trong các nền văn hóa có ảnh hưởng tâm linh Phật giáo, chính sự đối nghịch này phải được khắc phục thông qua việc đạt được Śūnyatā, hay cái không. Đây là sự thừa nhận thiện và ác không phải không liên quan, mà là hai phần của một tổng thể lớn hơn; đoàn kết, thống nhất, một nhất nguyên.